# Relaciones Belice-República de China
Las relaciones Belice-Taiwán son las relaciones internacionales entre Belice y la República de China (Taiwán). Las relaciones bilaterales entre los dos países se han mantenido desde 1989.

## Historia
William Quinto, un empresario beliceño de ascendencia china y partidario del Partido Popular de Belice, comenzó a cabildear entonces -  Primer Ministro George Price a través de su conocido mutuo Said Musa para que Belice establezca relaciones con Taiwán en los años ochenta. El entonces embajador taiwanés en Guatemala Loh I-Cheng vino a Belice en mayo de 1984 y se reunió con Quinto y Price para discutir la posibilidad de establecer relaciones, pero el líder guatemalteco Rodolfo Lobos Zamora se opuso, y después de Manuel Esquivel de la oposición beliceña Partido Democrático Unido tomó el poder en las elecciones finales de ese año, los planes se dejaron de lado. 
En los próximos años, Quinto colocaría los fondos para Musa (por entonces Ministro de Educación), el ministro de Asuntos Exteriores, Harry Courtney, y el Viceministro Robert Leslie fue a Japón y Hong Kong para reunirse con Loh nuevamente. Sin embargo, no sería hasta después de las elecciones generales de Belice de 1989 cuando el PUP recuperó el poder que Belice y Taiwán establecieron relaciones. En ese momento, Belice solo tenía tres misiones en el extranjero, en Londres, Washington D. C., y en las Naciones Unidas en la ciudad de Nueva York; Musa, que para entonces se había convertido en Ministro de Asuntos Exteriores, le dijo a Quinto que si no iba a Taipéi a ocupar el puesto de embajador, no habría nadie más que aceptara el trabajo, y así fue. Quinto se mantuvo como embajador de Belice en Taiwán hasta 2008, cuando se retiró. Su subordinado, el encargado de negocios Efraín R. Novelo, fue ascendido a rango de embajador completo para reemplazarlo.

## Embajadores
De Belice a Taiwán:
- William Quinto (hasta 2008)
- Diane Haylock (octubre de 2016 al presente)[3]

De Taiwán a Belice:
- Charles Liu (noviembre de 2016 al presente)[4]